# خزينة

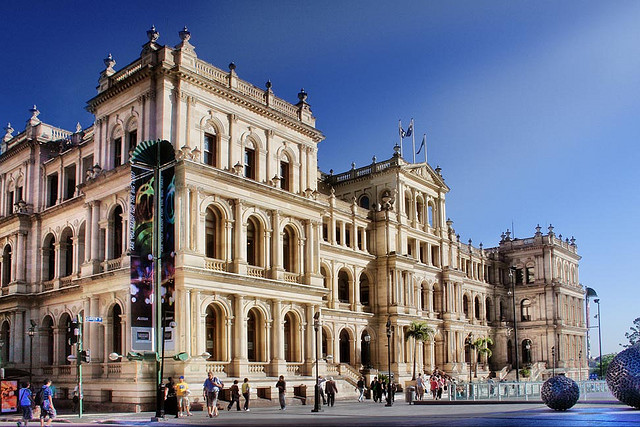

الخزينة (بالإنجليزية: Treasury)‏ هي المكان الذي تحفظ فيه النقود والأغراض ذات القيمة النقدية العالية مثل الياقوت والألماس. ويسمى المشرف على الخزينة وعلى إدارتها أمين الخزينة (بالإنجليزية: Treasurer)‏ ولكن لا يشترط أن يكون لديه التحكم الكامل بها.

## أمثلة عن الخزينة

### الخزينة
في المملكة المتحدة والولايات المتحدة، تقوم إدارة الخزينة بالإشراف على جمع الضرائب وإدارة أموال الدولة.

### وزارة المالية
و في دول أخرى كثيرة، تسمى إدارة الخزينة بوزارة المالية يرأسها وزير المالية. ومن هذه الدول نيوزيلاندا، كندا، ماليزيا، سنغافورة، بنغلاديش، الهند واليابان والسعودية.

### كلاهما
في أستراليا، أمين الخزينة هو المسئول عن تخطيط ميزانية الدولة والتحكم في النفقات الحكومية. أما وزير المالية فمسئول عن توجيهات سياسة الحكومة النقدية. وكذلك في بولندا، حيث تتوفر وزارة للمالية وإدارة الخزينة.

## تدبير الخزينة
عندما نتحدت عن تدبير الخزينة فأننا نتحدت عن مجموعة من التقنيات التي من شانها ان تقلل من المخاطر المالية، مخاطر السيولة ومخاطر الملاءة (risque de liquidité et de solvabilité). فمخاطر السيولة والملاءة متمتلة في عدم قدرة المقاولة، أو المنضمة، على توفير الأموال اللازمة للمدينين (سواء كانو أشخاصا أو مؤسسات) في الموعد المحدد. ونجد كذالك مخاطر الصرف (risque de change) والتي تعني مخاطر تدبدبات العملة علي معاملات ومبادلات المقاولة، خاصة العالمية منها، كانخفاض قيمة العملة بعد عملية بيع أو شراء على سبيل المثال.
و قد مرت الخزينة من عدة مراحل ولعل من أهمها:
مرحلة الخزينة الصندوق: بحيت أوكلت إلى الخزينة مهمة استقبال وإرسال التيارات المالية.
مرحلة الخزينة الفارغة (أو الخزينة الصفر): أصبح هدف الخزينة معقلنا بحيت لا فائض فيها (وبالتالي لا فرص ضائعة في الاستتمار في الاسهم والسندات) ولا عجز (وبالتالي عدم القدرة على اداء الديون)
المرحلة الخزينة المدبرة: والتي تعمل على تدبير مخاطر السيولة، الملاءة والصرف.